# Marian Babirecki
Marian Babirecki (né le 18 janvier 1933 à Hnidava près de Ternopil, décédé le 5 juin 1980 dans l'océan Atlantique)  est un cavalier polonais de concours complet.

## Biographie
Babirecki grandit à Gniezno et commence à monter dans le club de l'entraîneur Czesław Matławski. Il obtient son baccalauréat en 1951 à Gniezno. Il est diplômé de deux universités agricoles avec des diplômes d'ingénieur en technologie du bois (à Wrocław) et en zootechnie (à Poznań).
Il fait partie des clubs de Poznań Unia et LZS (1951-1956) et de Wrocław LZS Partynice et LZS Cwał 1956-1961 (entraîneurs J. Suchorski et J. Mossakowski). Quelques années après les Jeux Olympiques de Rome, il passe au LZS Kwidzyn et, dans les dernières années de sa carrière sportive (1965-1967), il concourt sous les couleurs du LZS Moszna et du Legia Warszawa (entraîneurs L. Kon, J. Grabowski et Wiktor Olędzki). Alors qu'il étudie à la faculté de technologie du bois de l'université d'agriculture de Poznań (il obtient le titre d'ingénieur en 1955), il monte déjà systématiquement au centre de Wola sous la direction de Jarosław Suchorski ; il commence alors sa carrière de sport équestre.
À partir de 1957, il monte sous la direction du capitaine Jan Mossakowski. Il est le cavalier polonais le plus polyvalent de l'après-guerre : 6 fois champion de Pologne en saut d'obstacles (1959), dressage (1960, 1962, 1964), concours complet (1962, 1964), 4 fois 1er vice-champion : en dressage (1961, 1966, 1967), concours complet (1961) et deux fois 2e vice-champion de Pologne : en saut d'obstacles (1958) et en dressage (1965).
Il monte de nombreux chevaux, autant dans les concours de saut d'obstacles que dans les concours complet. Il participe à diverses courses au cours de sa carrière, notamment le Grand steeple chase de Pardubice. Il réalise ses plus grands succès sur son cheval Volt (né le 15 mai 1953 à SK Liski, Volt est transférée au centre sportif de Wola à Poznań en 1958 où Babirecki le découvre), avec lequel il remporte la 8e place du concours complet aux Jeux olympiques d'été de 1960 à Rome (quatorzième après le dressage, deuxième après le concours ; l'équipe polonaise est éliminée de l'épreuve par équipes) et le titre de champion d'Europe individuel en 1965. Entre ces deux épreuves, le cheval suit un traitement de longue durée et ne concourt pendant près de trois ans, car il risquait de perdre la vue. Babirecki concourt avec les chevaux suivants : Ekspresja, Mitrydat, Don Hubertus, Dysproz, Solanka, Krokosz, Demagog, Lajkonik, Ukami et Isandra. Lorsqu'en 1967 Volt doit mettre fin à sa carrière sportive en raison de sa santé, Marian Babirecki y met également fin.
Il devient entraîneur d'équitation à Cuba jusqu'en 1975, après quoi il commence à y travailler comme technologue du bois.
Il pratique la plongée et au cours d'une de ses plongées, il meurt tragiquement dans l'océan Atlantique, à 15 km au large de La Havane, alors qu'il chasse avec un fusil. Il est enterré à Mielec.